# Leptosia wigginsi
Leptosia wigginsi é uma borboleta da família Pieridae. Ela é encontrada no Senegal, Serra Leoa, Libéria, Costa do Marfim, Gana, Togo, Benin, Nigéria, Camarões, República Centro-Africana, na República Democrática do Congo, Uganda, Quénia e Tanzânia. O habitat natural consiste principalmente em florestas de terras baixas.

## Subespécies
- Leptosia wigginsi wigginsi
- Leptosia wigginsi pseudalcesta Bernardi, De 1965